# Татар аз-Загір
Аз-Загір Сайфуддін Татар (араб. سيف الدين ططر) — мамелюкський султан Єгипту з династії Бурджитів.

## Життєпис
За походження черкес. Як раб потрапив до Єгипту у 1399 році. Йому вдалося прокласти шлях до визнання і зрештою піднятися до рангу еміра. Ще до похорону султана Аль-Муайяда Шейха він зміцнив своє становище серед мамлюцької еліти та швидко взяв на себе управління як регент молодого султана Ахмада I. Це спричинило спротив серед сирійських емірів. У відповідь Татар захпоив Дамаск, , знищивши багатьох своїх супротивників та одружившись з матір'ю молодого султана Саадатою.
29 серпня 1421 року повалив султана, захопивши владу. Після приходу до влади Татар наказав стратити всіх прибічників Шайха, а за кілька місяців сам захворів на хронічну хворобу, і його здоров'я швидко погіршилося, що призвело до смерті 30 листопада 1421 року. За 2 дні до смерті він призначив спадкоємцем трону свого 10-річного сина Мухаммаду, якого 1422 року повалив управляючий султанського палацу Барсбой.